# Knebworth
Knebworth es una aldea y parroquia ubicada en el norte de Hertfordshire (Inglaterra, Reino Unido), inmediatamente al sur de Stevenage. La parroquia está situada entre las localidades de Datchworth, Green Woolmer, Codicote, Kimpton, Whitwell, Walden San Pablo y Langley, y abarca la localidad de Knebworth, el pequeño pueblo de Old Knebworth y Knebworth House.

## Historia
Existe evidencia de personas que ya vivían en la zona de la ciudad en el período Neolítico  y se menciona en el Libro de Domesday de 1086, donde se le conoce como Chenepeworde (la granja perteneciente a Dane, Cnebba) con una población de 150 habitantes. El pueblo original, ahora conocido como Old Knebworth, está ubicado alrededor de Knebworth House. El desarrollo de la nueva aldea Knebworth se inició en el siglo XIX centrado a una milla al este de Old Knebworth en la nueva estación de ferrocarriles y la Gran Carretera del Norte (posteriormente, la A1, y ahora la B197 desde la apertura de la autopista A1 (M) en 1962). 
Knebworth ha sido famoso desde 1974 por los multitudinarios conciertos al aire libre de grupos de rock, como el que ofreció Led Zeppelin en 1979 Mike Oldfield en 1980 y Queen en 1986; junto a conciertos de música pop en el Knebworth House. Los más famosos fueron los de Robbie Williams, que estuvo en Knebworth más de tres noches, solamente para tocar y de Oasis, que vendió 250 000 entradas en cada uno de los dos shows del 10 y 11 de agosto de 1996. Estos conciertos son bien recibidos por el público y generalmente se venden más de 350 000 entradas. En 2022, Liam Gallagher volvió a presentarse en Knebworth, esta vez como solista, por dos noches.

## Otros datos

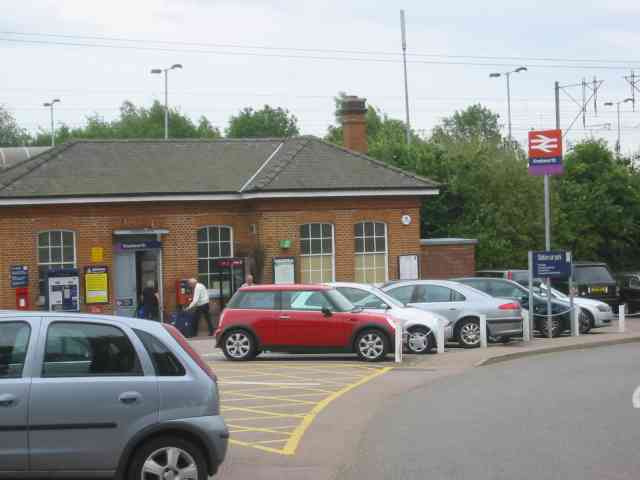

Knebworth tiene un club no oficial de fútbol llamado FC Knebworth que juega en el área de recreación de knebworth. También tiene una estación de trenes que termina en King Cross.

## Habitantes notables
- Edward Bulwer-Lytton
- A. Duncan Carse, pintor.[2]
- Barbara Follett
- Ken Follett
- Martin Freeman
- Earls of Lytton
- Henry Lytton-Cobbold
- Tim Marlow
- Barry Norman